# Thibaut Privat

a Compétitions nationales et continentales officielles uniquement.

b Matchs officiels uniquement.
Dernière mise à jour le 1er août 2023.
Thibaut Privat, né le 6 février 1979 à Nîmes (Gard), est un joueur de rugby à XV français. Il a joué en équipe de France et évolue au poste de deuxième ligne au sein de l'effectif du RC Nîmes, de l'AS Béziers, de l'ASM Clermont, de Montpellier puis de Lyon (2,00 m pour 115 kg).
Avec l'ASM Clermont Auvergne, il remporte le Challenge européen en 2007 puis devient champion de France en 2010. Avec le XV de France, il remporte le Tournoi des Six Nations 2002.
Il détient le record du nombre de matches joués en championnat de France, avec 387 rencontres en première division de 1998 à 2017.

## Carrière

### En club
Il commence sa carrière avec le Rugby Club Nîmes Gard où il évolue de 1998 à 2000 avant de rejoindre l'AS Béziers puis ASM Clermont.

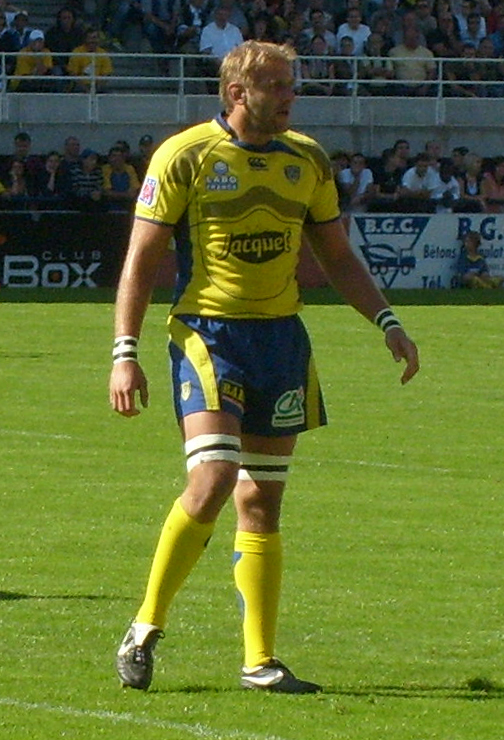
Thibaut Privat avec l'ASM Clermont Auvergne en octobre 2009.

Il a participé à la coupe d'Europe en 2002-2003, 2005-2006, 2007-2008, 2008-2009, 2009-2010, 2010-2011 au challenge européen en 2003-2004, 2004-2005 et 2006-2007 et au bouclier européen en 2000-2001 et 2001-2002.

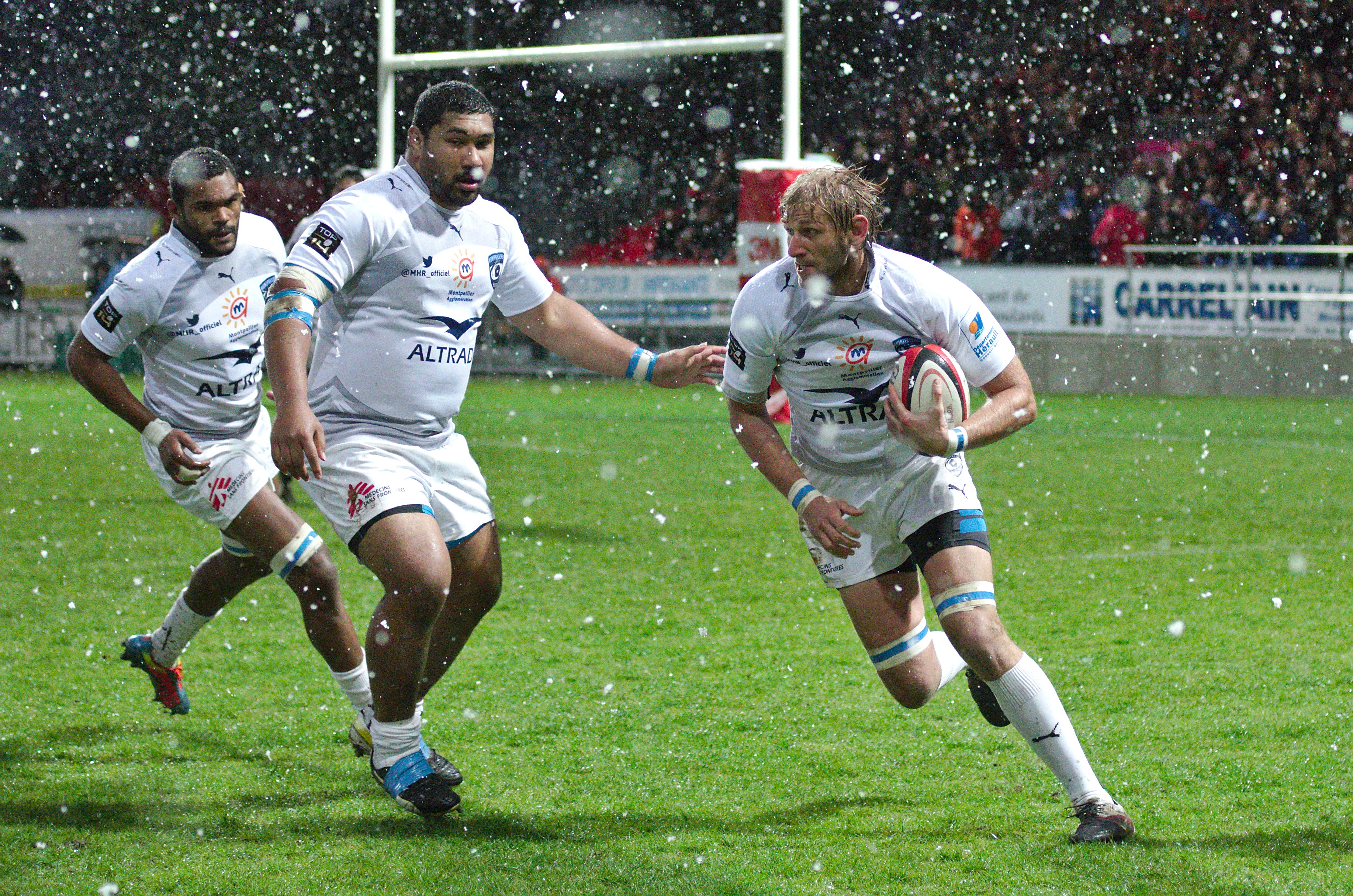
Thibaut Privat ballon en main lors d'Oyonnax-Montpellier en 2014.

Alors que son contrat avec le MHR arrive à son terme lors de la saison 2013-2014, et à 35ans, Privat prolonge d'une saison et joue la saison 2014-2015 avec le club de Montpellier.
Après avoir pensé à prendre sa retraite, Thibaut Privat décide de reprendre du service pour une saison au Lyon OU pour pallier l'absence de longue durée du deuxième ligne de l'équipe lyonnaise Felix Lambey.

### En équipe nationale
Il honore sa première cape internationale en équipe de France le 10 novembre 2001 contre l'équipe d'Afrique du Sud, bénéficiant des forfaits d'Olivier Brouzet et Fabien Pelous.
Il remporte le grand chelem en 2002.
Écarté de la liste initiale de la Coupe du Monde 2003, il est rappelé après la blessure d'Olivier Brouzet en 1/4 de finale. Il joue le match pour la 3e place.

### Avec les Barbarians
En mai 2000, il est sélectionné avec les Barbarians français pour jouer le Pays de Galles au Millennium Stadium de Cardiff. Les Baa-Baas s'inclinent 40 à 33.

## Statistiques en sélection nationale
- 10 sélections en équipe de France entre 2001 et 2005
- Sélections par année : 3 en 2001, 4 en 2002, 1 en 2003, 2 en 2005

## Palmarès

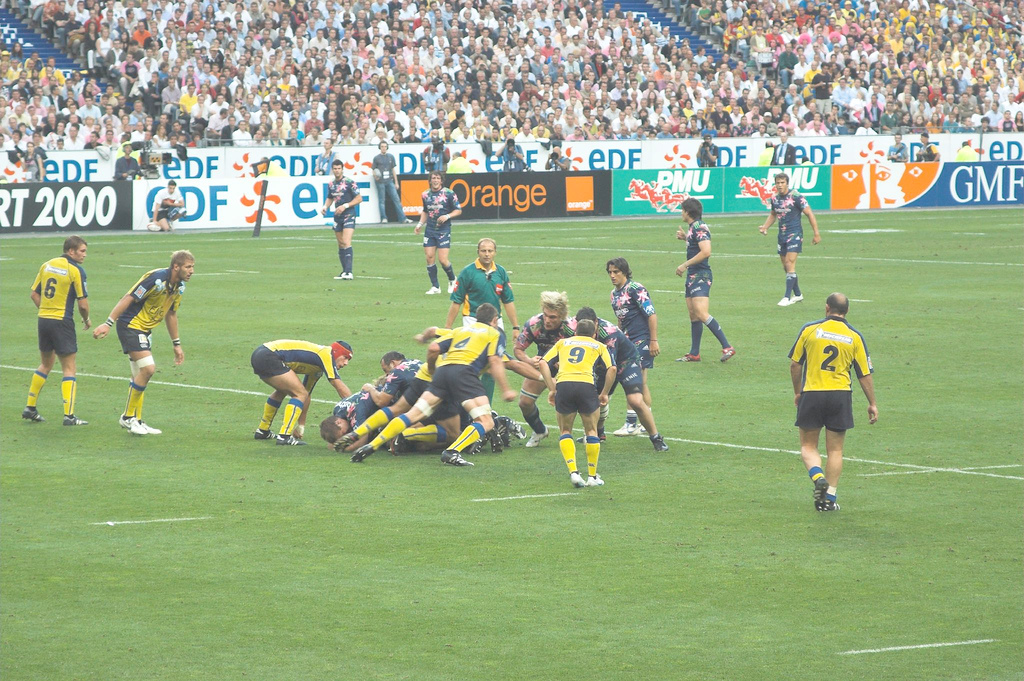
Finale du Top 2007.

### En club
- Championnat de France :
  - Vainqueur (1) : 2010
  - Finaliste (3) :  2007, 2008 et 2009 avec Clermont
- Challenge européen :
  - Vainqueur (1) : 2007 avec Clermont
  - Finaliste (1) : 2004

### En équipe nationale

#### Tournoi des Six Nations
- Tournoi des Six Nations disputé : 2002 (Grand Chelem)

| Édition          | Rang | Résultats France | Résultats Privat | Matchs Privat |
| ---------------- | ---- | ---------------- | ---------------- | ------------- |
| Six Nations 2002 | 1    | 5 v, 0 n, 0 d    | 3 v, 0 n, 0 d    | 3/5           |

Légende : v = victoire ; n = match nul ; d = défaite ; la ligne est en gras quand il y a Grand Chelem.

#### Coupe du monde
- Coupe du monde 2003 : 1 match (Nouvelle-Zélande)

| Édition        | Rang      | Résultats France | Résultats Privat | Matchs Privat |
| -------------- | --------- | ---------------- | ---------------- | ------------- |
| Australie 2003 | Quatrième | 5 v, 0 n, 2 d    | 0 v, 0 n, 1 d    | 1/7           |

## Hommage
En son honneur, le Rugby Club Vaunageol renomme le stade de Caveirac en stade Thibaut-Privat.